# Спарта (Іллінойс)
Спарта (англ. Sparta) — місто (англ. city) в США, в окрузі Рендолф штату Іллінойс. Населення — 4095 осіб (2020).

## Географія
Спарта розташована за координатами 38°8′16″ пн. ш. 89°43′40″ зх. д. / 38.13778° пн. ш. 89.72778° зх. д. (38.137655, -89.727820).  За даними Бюро перепису населення США в 2010 році місто мало площу 29,64 км², з яких 28,94 км² — суходіл та 0,71 км² — водойми.

## Демографія
Згідно з переписом 2010 року, у місті мешкали 4302 особи в 1820 домогосподарствах у складі 1125 родин. Густота населення становила 145 осіб/км².  Було 2032 помешкання (69/км²).
Расовий склад населення:
| - 80,0 % — білих - 17,5 % — чорних або афроамериканців - 0,5 % — азіатів - 0,3 % — корінних американців |

До двох чи більше рас належало 1,3 %. Частка іспаномовних становила 1,5 % від усіх жителів.
За віковим діапазоном населення розподілялося таким чином: 23,8 % — особи молодші 18 років, 58,9 % — особи у віці 18—64 років, 17,3 % — особи у віці 65 років та старші. Медіана віку мешканця становила 41,6 року. На 100 осіб жіночої статі у місті припадало 94,7 чоловіків;  на 100 жінок у віці від 18 років та старших — 94,7 чоловіків також старших 18 років.
Середній дохід на одне домашнє господарство  становив 49 316 доларів США (медіана — 37 264), а середній дохід на одну сім'ю — 62 101 долар (медіана — 48 894). Медіана доходів становила 37 548 доларів для чоловіків та 29 516 доларів для жінок. За межею бідності перебувало 23,8 % осіб, у тому числі 29,6 % дітей у віці до 18 років та 22,2 % осіб у віці 65 років та старших.
Цивільне працевлаштоване населення становило 1884 особи. Основні галузі зайнятості: освіта, охорона здоров'я та соціальна допомога — 36,3 %, виробництво — 14,9 %, роздрібна торгівля — 11,3 %, транспорт — 8,3 %.